# U盾
U盾（USBKey）是中国工商银行推出的一种用于在网络上以客户端的形式识别客户身份的数字证书。它结合IC卡与数字证书、数字签名等技术。
U盾采用非对称加密演算法。U盾的私钥（唯一序列号）直接在IC卡中产生，将身份认证机构（CA）颁发的安全数字证书下载到卡中与私钥相对应。
用户在使用网上银行系统时，通过U盾的加密通道确认客户身份。在进行网上交易时，数据先送入插入电脑USB接口的U盾，并使用私钥进行数字签名，然后再传送到网上银行进行验证。

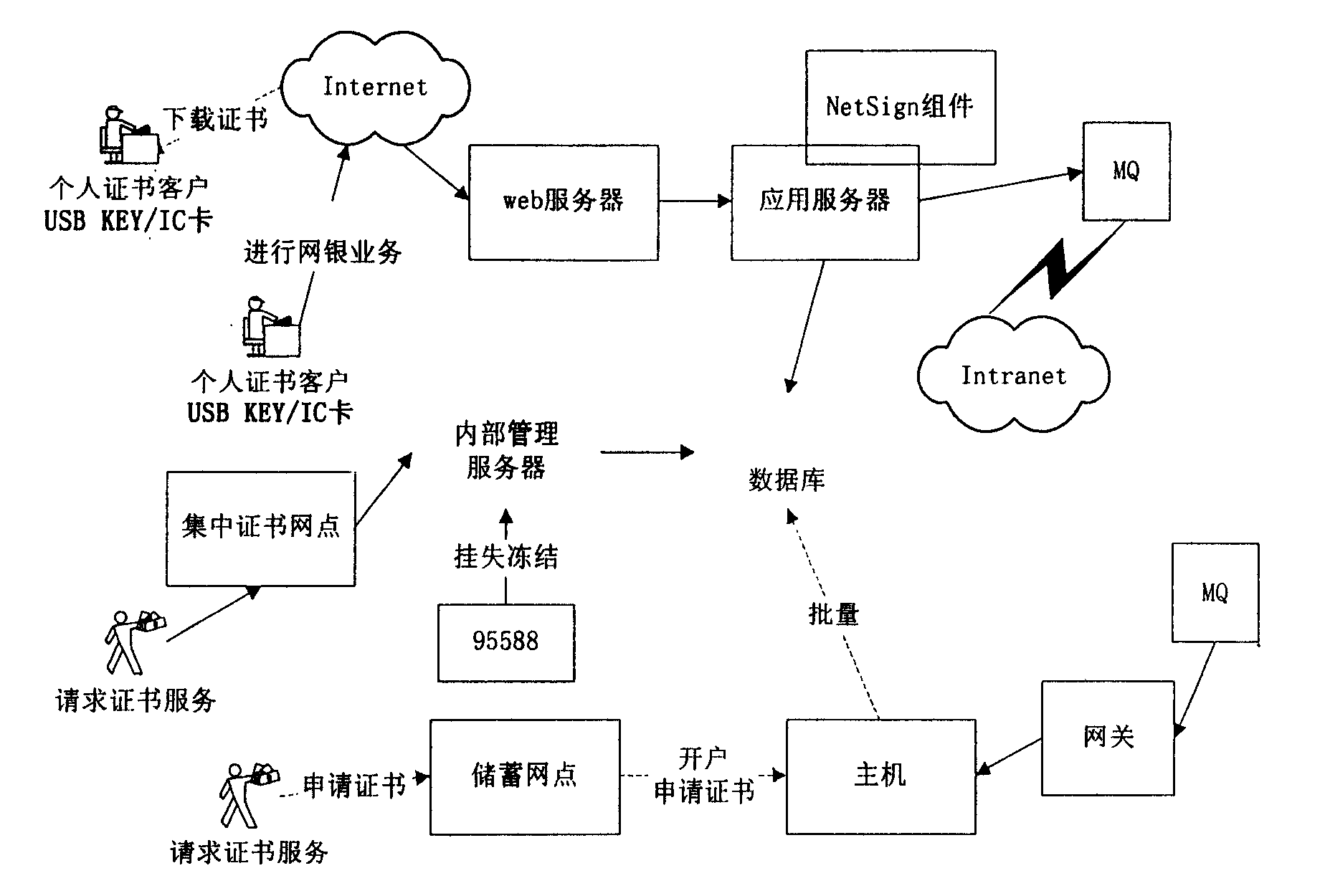
应用U盾的网上银行安全系统流程图